# Fullmetal Alchemist - Alchimia finale
Fullmetal Alchemist - Alchimia finale (鋼の錬金術師 - 最後の錬成?, Hagane no renkinjutsushi: Saigo no rensei) è un film del 2022 diretto da Fumihiko Sori. Il film e il sequel dei film Fullmetal Alchemist e Fullmetal Alchemist - La vendetta di Scar

## Trama
Dopo aver salvato una carovana, Izumi Curtis e suo marito incontrano Van Hohenheim, che avverte Izumi del pericolo incombente legato alla sua visione del Portale della Verità e della minaccia imminente legata al giorno della promessa. Intanto, all'interno di Gluttony, Ed, Al e Ling combattono Envy, ma Ed trova una via di fuga. Le indagini di Mustang e Riza rivelano che King Bradley è un homunculus e scoprono che i generali sono coinvolti. Al viene portato dal Padre, una copia di Hohenheim, mentre Ed usa un cerchio alchemico per la trasmutazione umana, raggiungendo il Portale della Verità e trovando il vero corpo di Al, che rifiuta di venire con lui perché ha bisogno della propria anima. Ed, Ling e Envy escono da Gluttony e il Padre esprime il suo stupore nello scoprire che Hohenheim abbia avuto dei figli. Dopo che il Padre ha infuso Greed in Ling, Scar e May intervengono, permettendo la fuga di Ed e Al.
Mustang scopre che Bradley è Wrath, un homunculus legato da un codice d'onore che gli impedisce di condurre una vita come un normale essere umano. Izumi indirizza Ed e Al verso Reole per trovare Hohenheim e informazioni sul giorno della promessa. Consultando gli appunti del fratello di Scar, e con l'aiuto di Ling (temporaneamente libero dal controllo di Greed), scoprono che il Padre intende aprire il Portale della Verità, usando un enorme cerchio alchemico creato dalle guerra orchestrate dall'esercito. Mentre Al cerca Hohenheim, Ed si reca a Briggs, l'unica zona non sotto il controllo di Bradley, per chiedere aiuto al generale Olivier Mira Armstrong. Dopo aver respinto Sloth, Ed scopre che il generale Raven ha portato Winry a Briggs come ostaggio, per portare avanti il piano di Bradley, iniziando una guerra contro Drachma. Dopo aver pianificato una contromossa, Olivier inganna Bradley, giurandogli fedeltà per infiltrarsi nelle alte sfere dell'esercito. Al trova Hohenheim, che rivela il suo passato: era uno schiavo che donò il sangue per un esperimento, creando un piccolo uomo in un'ampolla (in seguito il Padre) che lo liberò dalla sua condizione e gli donò la conoscenza. Il piccolo uomo usò il desiderio di ottenere l'immortalità del re per sacrificare le anime di Xerxes, creando un corpo per sé e donando a lui e Hohenheim l'immortalità.
Ed scopre da May che Scar sta preparando un cerchio alchemico inverso per contrastare il Padre, e viene supportato da Greed. Pride (Selim, figlio adottivo di Bradley) li attacca usando Al come esca, ma Lan Fan, Fu e Hohenheim intervengono, bloccando temporaneamente Pride e Al. Il gruppo si dirige verso i sotterranei per affrontare il Padre. Informato dell'intenzione di Mustang di realizzare un colpo di stato, Bradley torna a Central City, mentre i fratelli Armstrong combattono Sloth. Ed, May e Scar trovano Mustang consumato dall'odio per Envy, ma Riza lo calma; intanto Hohenheim affronta il Padre. I fratelli Armstrong sconfiggono Sloth, mentre Fu e Buccaneer sacrificano le loro vite contro Bradley, lasciando Ling/Greed solo. Il Padre imprigiona Ed, Al, Izumi, Mustang, Riza, May e Scar, costringendo Bradley e Selim a far perdere la vista a Mustang per aprire il Portale della Verità. Il Padre attiva il cerchio alchemico, assorbendo le anime del Paese, ottenendo un nuovo corpo, ma Hoheneim impedisce l'assorbimento completo disperdendo le anime. Furioso, il Padre emerge in superficie, mentre Ed, dopo aver ottenuto la pietra filosofale di Pride, si riunisce al gruppo. Durante la battaglia, Al si sacrifica per rigenerare il braccio del fratello, potenziando Ed. Con l'aiuto di Ling e il sacrificio di Greed, Ed sconfigge finalmente il Padre rimandandolo nel Portale della Verità.
Ed riprende Al dal Portale della Verità, sacrificandolo e rinunciando all'alchimia. Tornati dall'altra parte, i fratelli Elric si riuniscono ai loro amici mentre Hohenheim se ne va. Scar accetta la proposta di Miles, soldato di Briggs e per metà ishvaliano, di tornare a casa e ricostruire Ishval. Ling, con la pietra filosofale, parte per Xing, mentre Riza promette a Mustang di aiutarlo a recuperare la vista. Pinako trova Hohenheim morto serenamente vicino alla tomba di sua moglie Trisha. Ed e Al ritornano a Resembool da Winry. Prima di partire per un viaggio a ovest, Ed, quasi dichiarandosi, chiede a Winry di aspettarlo.

## Distribuzione
Il film è stato distribuito sulla piattaforma Netflix il 24 settembre 2022.